# Schönebecker Aue (Naturschutzgebiet)
Die Schönebecker Aue ist ein Naturschutzgebiet in der niedersächsischen Stadt Osterholz-Scharmbeck und der Gemeinde Ritterhude im Landkreis Osterholz.

## Allgemeines
Das Naturschutzgebiet mit dem Kennzeichen NSG LÜ 373 ist circa 98,4 Hektar groß. Es ist nahezu deckungsgleich mit dem gleichnamigen, 97,1 Hektar großen FFH-Gebiet. Im Westen grenzt es an das Landschaftsschutzgebiet „Bremer Schweiz“. Teile des Landschaftsschutzgebietes gingen im Geltungsbereich der Naturschutzverordnung auf. Das Gebiet steht seit dem 29. April 2021 unter Naturschutz. Zuständige untere Naturschutzbehörde ist der Landkreis Osterholz.
Der Entwurf der Naturschutzverordnung wurde mehrfach überarbeitet. Ursprünglich war geplant, eine Fläche von circa 221 Hektar unter Naturschutz zu stellen, die weitere Flächen des Stoteler Waldes westlich von Osterholz-Scharmbeck, weitere Abschnitte der Schönebecker Aue und ihr zufließender Bäche sowie Waldgesellschaften nordwestlich von Ritterhude umfassen.

## Beschreibung
Das Naturschutzgebiet liegt nördlich von Bremen und westlich von Osterholz-Scharmbeck. Es umfasst einen Abschnitt der im Süden der Wesermünder Geest in einer flachhügeligen Landschaft verlaufenden, namensgebenden Schönebecker Aue und einige ihr zufließende Bäche mit ihren Ufern und daran angrenzenden Bereichen. Die Fließgewässer verlaufen vielfach in Wäldern, insbesondere die Schönebecker Aue abschnittsweise auch durch Offenlandbereiche, die landwirtschaftlich überwiegend als Grünland genutzt werden. Die Schönebecker Aue wird dabei vielfach von Gehölzen und Hochstaudenfluren begleitet. Die Fließgewässer verlaufen innerhalb des Naturschutzgebietes überwiegend naturnah und in den Wäldern vielfach mit einem mäandrierenden Verlauf. Dadurch weisen sie abwechslungsreichen Ufer- und Bachbettstrukturen mit Prall- und Gleitufern, Kolken, unterschiedlichen Fließgeschwindigkeiten und Tiefen sowie verschiedenen Substratkörnungen auf.
Die Wälder sind in den feuchten Tälern der Fließgewässer als Erlen-Eschen-Auwälder oder Eichen-Hainbuchenwälder ausgebildet. Daran schließen sich auf trockeneren Standorten Buchenwälder an. Die im Bereich der Grünländer die Schönebecker Aue begleitenden Gehölze werden von Erlen dominiert. Die Grünländer sind vielfach als Feuchtgrünland ausgeprägt. Sie werden überwiegend intensiv genutzt. Im Bereich des Oberlaufs der Schönebecker Aue sind auch wertvolle Feucht- und Nassgrünländer sowie Sümpfe und Niedermoore ausgebildet.
Das Naturschutzgebiet ist Lebensraum verschiedener Pflanzen- und Tierarten, darunter die Fledermäuse Teichfledermaus, Großes Mausohr, Wasserfledermaus, Breitflügelfledermaus, Großer und Kleiner Abendsegler und die Vogelarten Schwarzspecht, Mittelspecht, Gartenrotschwanz und Waldlaubsänger.
Das Naturschutzgebiet wird von mehreren Straßen gequert, darunter die Landesstraßen 135 und 149 bei Heilshorn.